# SN 1999de
SN 1999de – supernowa odkryta 11 lipca 1999 roku w galaktyce A002228+2323. W momencie odkrycia miała maksymalną jasność 21,20m.